# Schefflera manus-dei
Schefflera manus-dei är en araliaväxtart som beskrevs av José Cuatrecasas. Schefflera manus-dei ingår i släktet Schefflera och familjen araliaväxter.
Artens utbredningsområde är Colombia. Inga underarter finns listade.